# 儲寶書
儲寶書（?—?），江南宜興人。清朝官員。
儲寶書出身宜興儲氏，家族自宋明以來科名長盛不衰。曾祖儲方慶、祖父儲在文及三位叔伯祖皆為康熙進士，父儲傅泰為舉人。乾隆六年（1741年），儲寶書中式辛酉科順天舉人。乾隆二十五年（1760年）中庚辰科進士，任蘇州府學教授。